# Daniel Limmer

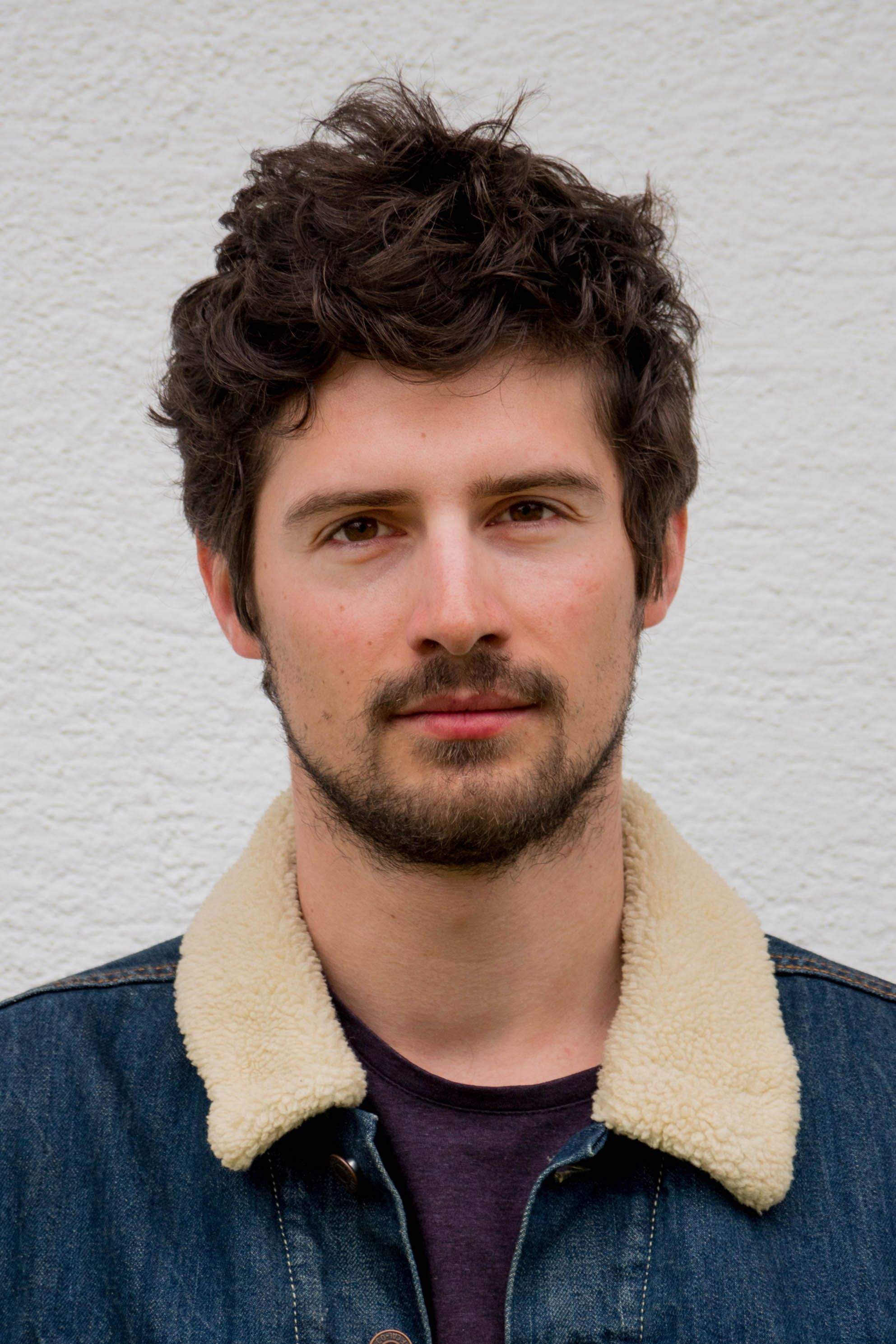
Daniel Limmer während seines Studium an der FH Salzburg, 2017

Daniel Limmer (* 1989 in Hallein) ist ein österreichischer Filmregisseur, Drehbuchautor, Kameramann, Filmeditor und Schauspieler, der sich auf künstlerische Genre-Filme spezialisiert hat.

## Leben
Daniel Limmer wuchs in Golling an der Salzach (Salzburg) auf, besuchte ein Gymnasium in Hallein und studierte an der Fachhochschule Salzburg MultiMediaArt im Filmfachbereich.
Im Masterstudium gewann Limmer mit seinem Team und dem 15-sekündigen Kurzhorrorfilm Emma einen weltweiten Online-Wettbewerb von Crypt TV, bei dem u. a. Quentin Tarantino, Eli Roth und Jason Blum in der Jury saßen. Der Film ging viral und verzeichnet bis heute mehrere Millionen Clicks auf Youtube.
Im Jahr 2021 und 2022 setzte Limmer mit einem Team von sieben Personen und einem Budget von 3.000 Euro das Science-Fiction-Drama Enter Mycel um. Der Film wurde am Filmfestival Max Ophüls Preis 2023 in deutscher Erstaufführung gezeigt und erhielt eine Nominierung als Bester Spielfilm.
Limmer war bei Enter Mycel für die Regie, die Kamera, den Filmschnitt, sowie das Co-Drehbuch mitverantwortlich und ist in einer Nebenrolle zu sehen.

## Filmografie (Auszug)
- 2008: Chill Out (Kurzfilm)
- 2013: Panta Rhei (Kurzfilm)
- 2014: Arpeggio (mittellanger Film)
- 2015: Emma (15-Sekundenfilm)
- 2022: Enter Mycel

## Auszeichnungen (Auszug)
- 2009 Klappe (Filmfestival) / Auszeichnung der Kunstklappe für Chill Out
- 2013 Instant36 Das Stegreif Filmfestival / erster Preis für Panta Rhei[9]
- 2018 Drehbuchwettbewerb der Stadt Salzburg / erster Preis für Drachenblut und Lindenblatt[10]
- 2022 The Psychedelic Film and Music Festival / Best Sci-Fi Feature für Enter Mycel[11]
- 2022 Athens International Digital Film Festival AIDFF / Best Feature Artistic Movie für Enter Mycel[12]
- 2023 Lighthouse International Film Festival / Audience Award Best Darkhouse Film für Enter Mycel[13]
- 2023 BUT Film Festival / Best Feature Film für Enter Mycel[14]
- 2024 NOX Film Festival / Best International Picture für Enter Mycel[15]